# 完顏守忠
完颜守忠（12世纪1198年前—1215年），中國金朝皇族，金宣宗完颜珣的长子。
出生年份和生母皆无记载，其弟完颜守绪生于1198年，当在之前。1213年，胡沙虎杀完颜永济，当时完颜珣不在中都，胡沙虎於是先迎完颜守忠入居東宫。貞祐元年（1213年）闰九月甲申，完颜珣立他为皇太子，十月己未，命他为镇国上将军。第二年四月，在蒙古帝国大軍龐大的軍事壓力下，金宣宗南遷汴京，命太子留守中都。七月，也將他召至汴京。三年正月，完颜守忠去世。金宣宗前后四次到儿子的奠殡之所，谥号莊献太子，并将其子完颜铿立为皇太孙，旋夭。

## 延伸阅读
[在维基数据编辑]
 《金史·卷93》，出自脱脱《遼史》